# Gunfight at Carnegie Hall
Gunfight at Carnegie Hall ist das achte Album und das zweite Livealbum von Phil Ochs, das 1974 veröffentlicht wurde. Es ist das letzte zu seinen Lebzeiten veröffentlichte Album.
Die Show wurde in der Carnegie Hall in New York City am 27. März 1970 aufgezeichnet. Es war eine Überraschung an seine Fans.

## Geschichte
Auf dem Gunfight-Album beschreibt Ochs, bevor er Buddy-Holly-Songs aufführt, Hollys Einfluss auf die Lieder, für die er berühmt wurde, wie zum Beispiel „I Ain't Marching Anymore“. Einige der Zuschauer schrien und buhten, da ihnen Ochs Musikstil bei manchen Songs nicht gefiel. Ochs ermahnte sie, „nicht wie Spiro Agnew zu sein“, und sagt, ihr Vorurteil gegenüber bestimmten Musikformen sei Bigotterie: „Du kannst ein Fanatiker von allen Seiten sein. Du kannst ein Fanatiker gegen Schwarze sein, man kann ein Fanatiker gegen Musik sein“.
Die zweite Show, die um Mitternacht begann, dauerte mehr als drei Stunden. Als die Carnegie Hall Stromprobleme hatte, während Ochs Elvis-Songs aufführte, schrie er auf und das restliche Publikum begann zu singen „We want power!“, bis die Mikrofone wieder eingeschaltet wurden. Obwohl das Gunfight- Album aus Auftritten der ersten Show besteht, sind die Lieder aus der zweiten Show enthalten.
Ochs bat sein Plattenlabel A&M Ende 1970, ein Album mit seinen Auftritten in der Carnegie Hall zu veröffentlichen. Sie lehnten es ab, und die Bänder lagen vier Jahre lang in den Tresoren, bis das Label nachgab und fünfzig Minuten Material veröffentlichte, hauptsächlich die Coverversionen. Es wurden vier von sechzehn gespielten Originalen veröffentlicht, verglichen mit fünf von sieben Coversongs. Das Album wurde nur in Kanada veröffentlicht und nicht in den Vereinigten Staaten, bis Mobile Fidelity Sound Lab es Ende der 1980er Jahre auf CD herausbrachte.
Das Cover von Tom Morellos 2011 erschienenem Album World Wide Rebel Songs ist eine Hommage an Gunfight in der Carnegie Hall.

## Titelliste
1. Mona Lisa (Ray Evans, Jay Livingston) – 3:49
2. I Ain't Marching Anymore (Phil Ochs) – 4:23
3. Okie From Muskogee (Roy Burris, Merle Haggard) – 2:49
4. Chords of Fame (Ochs) – 4:49
5. Buddy Holly Medley : Not Fade Away / I'm Gonna Love You Too / Think It Over / Oh, Boy! / Everyday / It's So Easy / Not Fade Away (Buddy Holly, Norman Petty, Joe B. Mauldin, Niki Sullivan, Sonny West, Bill Tilghman, Jerry Allison) – 7:18
6. Pleasures of the Harbor (Ochs) – 5:59
7. Tape from California (Ochs) – 5:09
8. Elvis Medley : My Baby Left Me / Ready Teddy / Heartbreak Hotel / All Shook Up / Are You Lonesome Tonight? / My Baby Left Me (Arthur Crudup, John Marascalco, Robert Blackwell, Jerry Leiber, Mike Stoller, Otis Blackwell, Roy Turk, Lou Handman) – 10:12
9. A Fool Such as I (Bill Trader) – 2:00

## Besetzung
- Phil Ochs – Gitarre, Gesang
- Bob Rafkin – Gitarre, Hintergrundgesang
- Lincoln Mayorga – Klavier
- Kenny Kaufman – Bass, Hintergrundgesang
- Kevin Kelley – Schlagzeug